# Josef Hötte

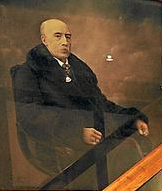
Porträt Josef Hötte

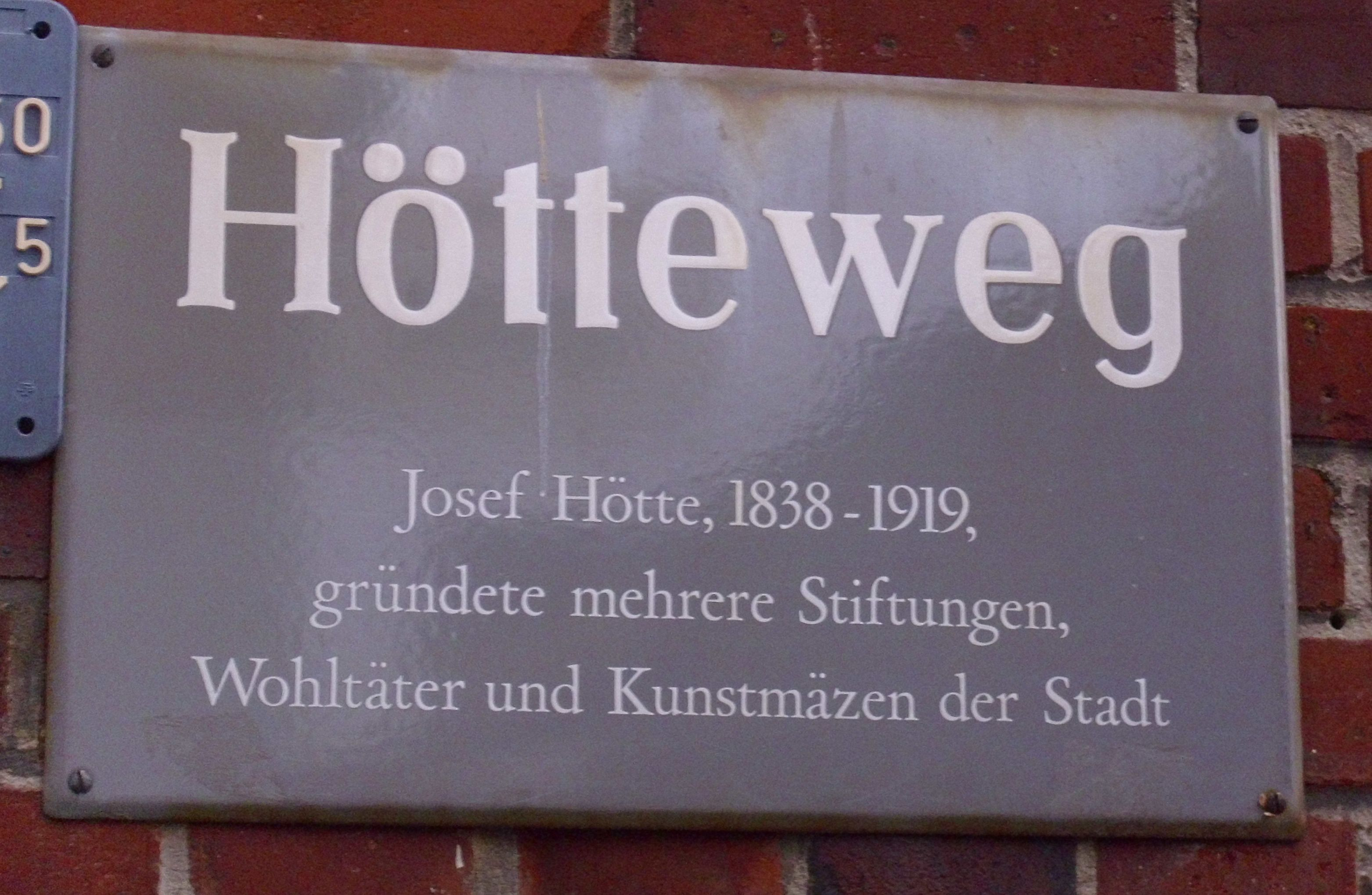
Straßenschild in Münster

Josef Hötte junior (* 3. September 1838 in Münster; † 20. Januar 1919 in Münster) war ein Pelzhändler und Mäzen.
Hötte besaß ein Haus am Domplatz 39, Ecke Michaelisplatz, in Münster. Seinen Sommersitz Haus Heidhorn hatte er von seinem Onkel Joseph Hötte sen. geerbt. 1905 überließ er das Haus den Schwestern von der Göttlichen Vorsehung, die hier ein Erholungsheim für ihre Mitschwestern einrichteten. Seine Ehefrau Emilie Hötte, geborene Primavesi, starb 1911, Joseph Hötte 1919. Sie wurden in der alten Kapelle bestattet und in die neue Kapelle umgebettet.
Zu seinen Stiftungen zählen die Mariensäule nahe der Ludgerikirche in Münster und der Reinhildis-Brunnen in Riesenbeck (1912).